# Володько, Максим Анатольевич
Макси́м Анато́льевич Володько́ (бел. Максім Анатольевіч Валадзько; род. 10 ноября 1992[…], Минск) — белорусский футболист, защитник. Выступал за сборную Беларуси. Мастер спорта Республики Беларусь международного класса.

## Карьера

### Клубная
Воспитанник минской школы «Смена». Первый тренер — Александр Георгиевич Качулин.
В 2009 году был приглашён в дубль клуба БАТЭ, в том же сезоне дебютировал в чемпионате Беларуси. В 2010 и 2011 годах уже был одним из лидеров дубля. После этого последовала аренда в СКВИЧ. В сезоне 2013 года был игроком основного состава, став его открытием. В том же сезоне внёс вклад в завоевание БАТЭ Суперкубка Беларуси.
В начале сезона 2014 место основного левого защитника занял Филип Младенович, а Володько стал преимущественно выходить на замену в полузащиту. Летом 2014 года стал играть в стартовом составе на позиции правого полузащитника, однако под конец сезона вернулся на место левого защитника.
В декабре 2015 года продлил контракт с БАТЭ. В сезоне 2016 чередовал выходы в стартовом составе и на замену. В сезоне 2017 закрепился в основе на позиции крайнего защитника.
Участник групповых турниров Лиги чемпионов сезонов 2011/12, 2014/15, 2015/16 и Лиги Европы сезонов 2017/18, 2018/19 в составе БАТЭ.
В январе 2019 перешёл в клуб РПЛ «Арсенал» Тула, подписав контракт на 1,5 года. Дебютировал 4 мая в домашнем матче 27-го тура против «Локомотива» (2:0), выйдя на 76-й минуте. В июне 2020 года продлил контракт с клубом до конца сезона, по окончании которого в июле 2020 года покинул команду.
Некоторое время тренировался с «Химками», а в октябре 2020 года присоединился к «Тамбову». Сначала оставался на скамейке запасных, затем стал выходить в стартовом составе.
В феврале 2021 года стал игроком БАТЭ. В августе 2022 года покинул клуб, расторгнув контракт по соглашению сторон.
В августе 2022 года перешёл в андоррский клуб «Санта-Колома», заключив контракт на один год. Дебютировал за клуб 9 октября 2022 года в матче против клуба «Пенья Энкарнада». В матче 23 октября 2022 года против клуба «Сан-Жулиа» отличился первой результативной передачей. Вскоре быстро закрепился в основной команде клуба. Забил свой дебютный гол за клуб 5 февраля 2023 года в матче против клуба «Пенья Энкарнада». Вышел в финал Кубка Андорры, в полуфинальном матче 5 апреля 2023 года победив клуб Пас-де-ла-Каса.
В июне 2023 года футболист сменил андоррский клуб на мальтийскую «Флориану».
В августе 2024 года заключил соглашение с медийной командой DMedia. В декабре того же года подписал контракт с клубом «Коста Д'Амальфи» из четвертого итальянского дивизиона. В мае 2025 года стало известно, что Володько покинет клуб по окончании сезона. В 15 матчах  защитник отметился двумя результативными передачами, а «Коста Д'Амальфи» вылетела в пятый дивизион.

### Сборная
В 2012—2014 годах игрок молодёжной сборной Беларуси, где был одним из лидеров команды, сыграв за неё 25 поединков, отметившись в них одним взятием ворот в матче с молодёжной сборной Казахстана.
18 ноября 2014 года дебютировал в национальной сборной Беларуси, выйдя в стартовом составе в товарищеской игре против Мексики.

## Достижения

### Командные
БАТЭ
- Чемпион Беларуси (8): 2009, 2011, 2013, 2014, 2015, 2016, 2017, 2018
- Обладатель Суперкубка Беларуси (6): 2013, 2014, 2015, 2016, 2017, 2022
- Обладатель Кубка Беларуси: 2014/15

### Личные
- Четыре раза включался БФФ в список 22 лучших футболистов чемпионата Беларуси: 2014, 2016, 2017, 2018